# 谢光道
谢光道（1914年—2000年），男，江西南昌人，中华人民共和国航空气象专家，空军第七研究所顾问。第三届全国人大代表，第五、六届全国政协委员。

## 生平
早年入读国立清华大学气象系。1938年毕业于国立西南联合大学，留校任助教。1948年留学美国，1950年获加利福尼亚大学气象学硕士学位，同年回国。历任北京气象专科学校教授、教务主任，空军气象专科学校训练部副部长，副校长，空军第七研究所第二所长，中国气象学会第十九、二十届副理事长，中国航空学会第一至三届理事。长期从事航空气象研究与教学工作。

## 著作
合著有《平流动力理论介绍——公式的演绎与讨论》，主编有《天气学》等。